# Niederglatt ZH
| ZH ist das Kürzel für den Kanton Zürich in der Schweiz. Es wird verwendet, um Verwechslungen mit anderen Einträgen des Namens Niederglatt zu vermeiden. |

Niederglatt (bis 1903 offiziell Niederglatt-Nöschikon) ist eine politische Gemeinde des Bezirks Dielsdorf im Unterland des Kantons Zürich in der Schweiz. Ihr Mundartname ist Niderglatt.

## Wappen
Blasonierung:
In Blau ein fünfstrahliger goldener Stern, überhöht von einem gestürzten, gebildeten goldenen Halbmond
Das Gemeindewappen Niederglatt ist dem Wappen der Obervogtei Neuamt nachempfunden. Es zeigt auf blauem Grund einen goldenen Stern und darüber einen goldenen Halbmond.

## Geographie
Niederglatt liegt im Zürcher Unterland auf beiden Seiten der Glatt. Nördlich liegen die Stadt Bülach und die Gemeinde Höri, südwestlich die Gemeinde Niederhasli, südöstlich die Gemeinde Oberglatt ZH. Im Nordwesten begrenzt das Neeracherried, ein Naturschutzgebiet von nationaler Bedeutung, die Gemeinde. Zur Gemeinde gehören die Ortsteile Nöschikon und Grafschaft.

## Bevölkerung
| Jahr      | 1634 | 1850 | 1900 | 1950 | 1960 | 1975 | 2000 | 2005 | 2010 | 2015 | 2020 | 2022 |
| --------- | ---- | ---- | ---- | ---- | ---- | ---- | ---- | ---- | ---- | ---- | ---- | ---- |
| Einwohner | 229  | 580  | 524  | 872  | 1505 | 2675 | 3719 | 4150 | 4570 | 4751 | 4937 | 5167 |

Das starke Wachstum wurde durch die Nähe zur Stadt Zürich und den Bau des Flughafens Zürich-Kloten sowie den Bau der Eisenbahn Zürich–Bülach ausgelöst.

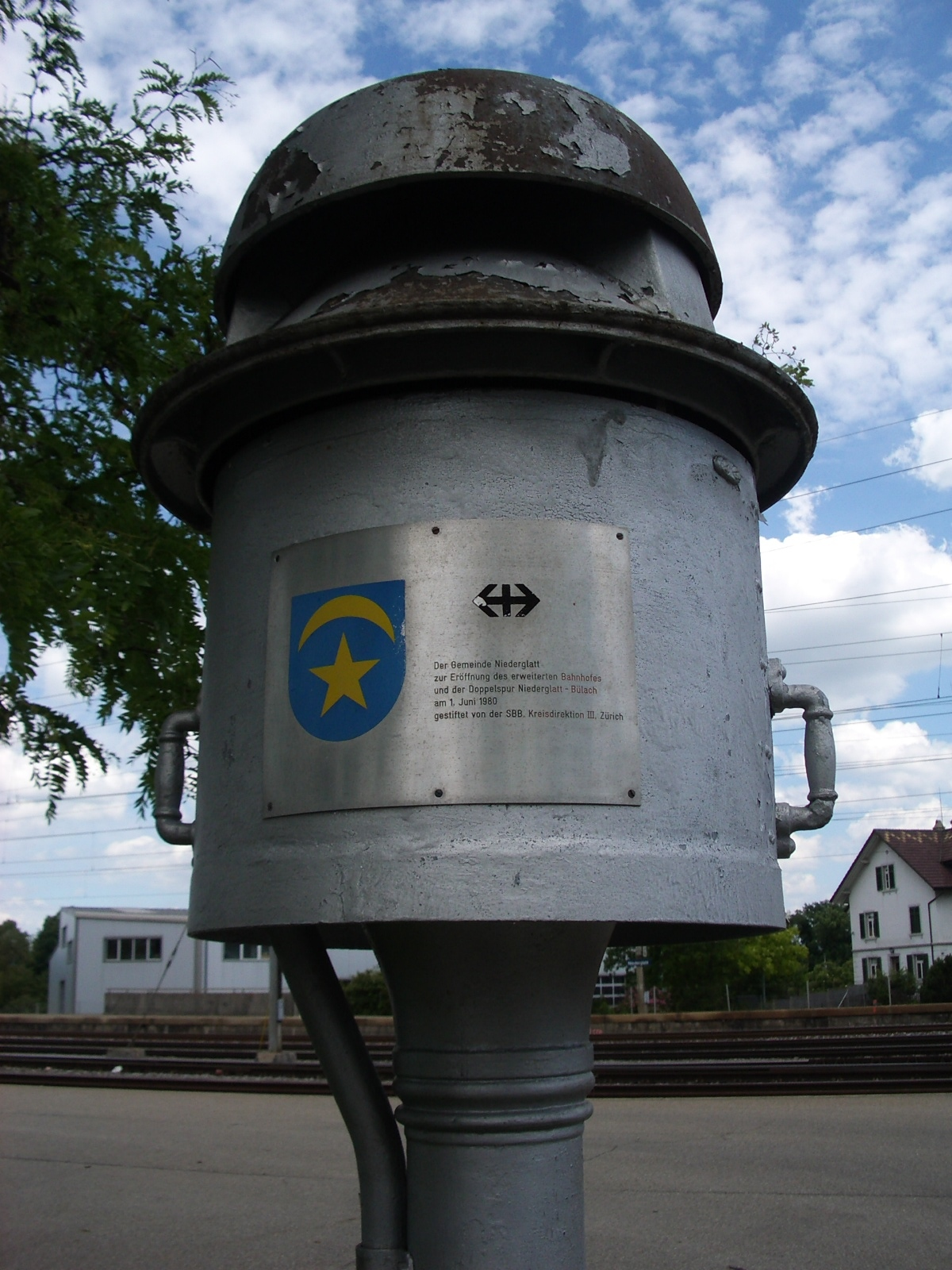
SBB-Doppelspur Niederglatt–Bülach ab 1980

## Politik
| Ressort                                | Name                       |
| -------------------------------------- | -------------------------- |
| Gemeindepräsident, Präsidiales, Kultur | Stefan Schmid, SVP         |
| Finanzen und Liegenschaften            | Christian Stoll, SVP       |
| Hochbau und Planung                    | Corinne Winkler, SVP       |
| Tiefbau, Landwirtschaft und Forst      | Stephan Ramseyer, FDP      |
| Sicherheit, Verkehr und Umwelt         | Rita Ammann, FDP           |
| Gesundheit und Soziales                | Urban Rosenberg, parteilos |
| Bildung                                | Patrik Giger, FDP          |

Bei der Nationalratswahl 2019 erreichten die Parteien folgende Wähleranteile: SVP 47,76 %, FDP 12,73 %, SP 11,93 %, glp 10,04 %, Grüne 5,66 %, EDU 3,30 %, CVP 3,22 %, EVP 2,72 %, BDP 1,66 % und andere (8) 1,00 %.
Die Wähleranteile bei der Nationalratswahl 2023: SVP 48,2 % (+0,44 %), SP 12,73 % (+0,81 %), FDP 10,3 % (−2,43 %), glp 8,98 % (−1,06 %), Die Mitte 8,71 % (+3,83 %), Grüne 3,71 % (−1,95 %), EVP 2,77 % (+0,05 %), EDU 2,11 % (−1,20 %), andere (12) 2,49 %.

## Geschichte
Die älteste erhaltene urkundliche Erwähnung des Ortsnamens erfolgte 1141 als Niderunglatto. Nöschikon ist jedoch viel älter. Bei der alemannischen Landnahme (zwischen 500 und 700) muss ein Clanchef namens Nosso sich mit seinen Leuten in Nossinchova niedergelassen haben. Sondierungs- und Notgrabungen von 1999 brachten aber auch hier «im Löchli» ausschliesslich hoch- und spätmittelalterliche Funde zutage: vier Grubenhäuser und unmittelbar daneben eine Kapelle. Die Grubenhäuser hatten Ausmasse zwischen 3,4 × 2 m und 6 × 4 m, hatten Flechtwände und Stroh- oder Schilfdächer; eines davon konnte als Webkeller identifiziert werden, weil sein Boden mit Webgewichten aus getrocknetem Lehm übersät war und auch ein Webbrettchen aus Geweih zu den Fundgegenständen gehörte. Alles in allem erlaubte dies eine Datierung ins 11.–12. Jh. In die darauf folgende Periode des 13.–14. Jh. fallen die unmittelbar neben den Grubenhäusern freigelegten Grundmauern der Nöschiker Kapelle, eines rechteckigen Saalbaus von 5 × 8 m Innenmass, ohne Chor und Apsis, der, aus den Funden zu schliessen, mit Hohlziegeln gedeckt war und bereits im 14. Jh. wieder aufgegeben wurde. Die Kapellmauern dienten bis aufs Fundament als Steinbruch. An die Kapelle fügte sich ein Friedhof, aus dem die Grabung 30 Geborgene zählte, davon 13 Kinder bis vier Jahre. Pathologische Untersuchungen der Skelette ergaben, dass die damalige Nöschiker Bevölkerung grössere gesundheitliche Probleme hatte.
Das Gemeindegebiet gehörte von 1442 bis 1798 zur Obervogtei Neuamt. Der Ortsteil rechts der Glatt gehörte im Gegensatz dazu zur Grafschaft Kyburg und wird heute noch als Grafschaft bezeichnet.
1840 wurde die bisherige Zivilgemeinde Niederglatt mit Beschluss des Grossen Rates des Kantons Zürich von der Gemeinde Niederhasli abgetrennt und zur selbstständigen politischen Gemeinde erklärt.

Luftbild (1964) von Werner Friedli

## Infrastruktur
Seit alters war Niederglatt das Zentrum des Neuamts. Das Notariat für die Gemeinden des früheren Neuamts steht bis heute in Niederglatt.
1972 erhielt die Gemeinde einen eigenen Friedhof. Im neuen Dorfzentrum Eichi wurden 1980 eine Kirche, ein Oberstufenschulhaus und ein grösserer Mehrzwecksaal fertiggestellt. 1990 wurde dieses Zentrum mit einem Gemeindehaus und einem Altersheim mit 40 Betten ergänzt. Am Altersheim sind auch die Gemeinden Höri, Neerach, Stadel und Weiach beteiligt.
Kläranlage
1972 wurde die Kläranlage Fischbach-Glatt in Betrieb genommen. Seitdem wird neben dem Abwasser aus Niederglatt auch jenes der Gemeinden Bachs, Dielsdorf, Neerach, Niederhasli, Oberglatt, Regensberg, Rümlang und Steinmaur in der Anlage geklärt, bevor es in die Glatt eingeleitet wird. Zukünftig soll eine 4. Reinigungsstufe mit Aktivkohle auch Mikroverunreinigungen, u. a. Rückstände von Medikamenten und Pestiziden, aus dem Abwasser filtrieren.

## Wirtschaft

### Arbeit und Unternehmen
Der bedeutendste Betrieb war im 20. Jahrhundert die Metallwerke Refonda AG direkt beim Bahnhof. Dort wurde Neu- und Altaluminiumschrott zur Wiederverwertung eingeschmolzen. Der Schmelzbetrieb wurde 1992, nachdem bekannt geworden war, dass in der Umgebung der Grenzwert für Dioxinablagerungen überschritten war (Bodenkontamination), aus wirtschaftlichen Gründen eingestellt. Neu ist dort die Allega GmbH, zunächst wie die Refonda eine Tochterfirma der Alusuisse, jetzt Bestandteil des Alcan-Konzerns, ansässig. Ebenfalls beim Bahnhof bedruckt die Firma ISCO Verpackungsmaterial. Eine weitere Firma ist die sto AG, welche Fassadendämmsysteme, Putze und Farben herstellt. Daneben hat Niederglatt etliche Gewerbebetriebe.
Niederglatt war ursprünglich ein reines Bauerndorf. Nach dem Bau der Eisenbahnen ins Wehntal und nach Bülach liessen sich um 1900 Industriebetriebe nieder, die neue Verdienstmöglichkeiten brachten. Heute gibt es nur noch wenige Landwirte, die vorwiegend im Ackerbau tätig sind, der traditionellen Wirtschaftsform im Zürcher Unterland.
Ein Teil der Bevölkerung ist im örtlichen oder regionalen Gewerbe beschäftigt, der grössere jedoch in der Region Flughafen und in der Stadt Zürich.

### Öffentlicher Verkehr
Die Gemeinde Niederglatt liegt im ZVV und verfügt über einen gleichnamigen Bahnhof. Dieser wird im Halbstundentakt von der S 9 Schaffhausen – Jestetten – Rafz – Zürich HB – Stettbach – Uster bedient, im Nachtnetz am Wochenende auch von der SN9 Bülach – Zürich HB – Stettbach – Uster . Niederglatt verfügt zudem über mehrere Postautolinien, welche jedoch den Bahnhof nicht anfahren. Die Haltestelle Niederglatt ZH, Zentrum liegt ca. 400 m nördlich des Bahnhofs.
510 Zürich Flughafen, Bahnhof – Oberglatt ZH, Bahnhof – Niederglatt ZH, Zentrum – Kaiserstuhl AG, Bahnhof
525 Oberglatt ZH, Bahnhof – Niederglatt ZH, Zentrum – Höri – Bülach, Bahnhof
Der Umschlagterminal Niederglatt befindet sich in der Nachbargemeinde Niederhasli.

## Sehenswürdigkeiten
Im Ortsteil Nöschikon befindet sich der Aussichtspunkt Eschenberg (Wanderwegweiser am Bahnhof und in Nöschikon). Von unter einem Nussbaum aufgestellten Sitzbänken geniesst man eine schöne Aussicht über Niederglatt und Höri bis Bülach, über das Neeracherried und den Eingang zum Wehntal bei Steinmaur und Dielsdorf. Die Lägern mit Regensberg ist genau so sichtbar wie der Stadlerberg, Höhenzüge in Süddeutschland und der Irchel.

## Bilder

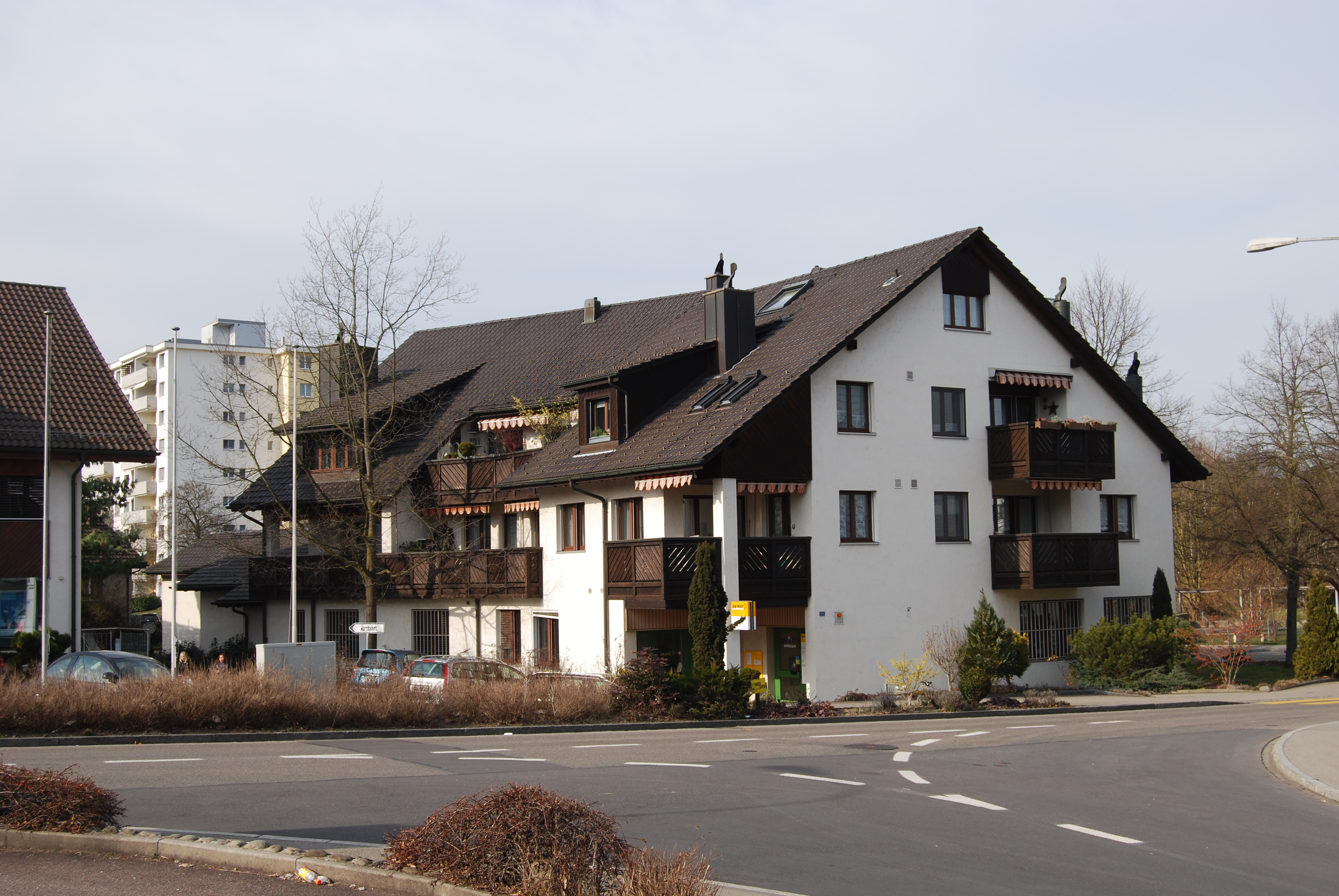
Poststelle Niederglatt
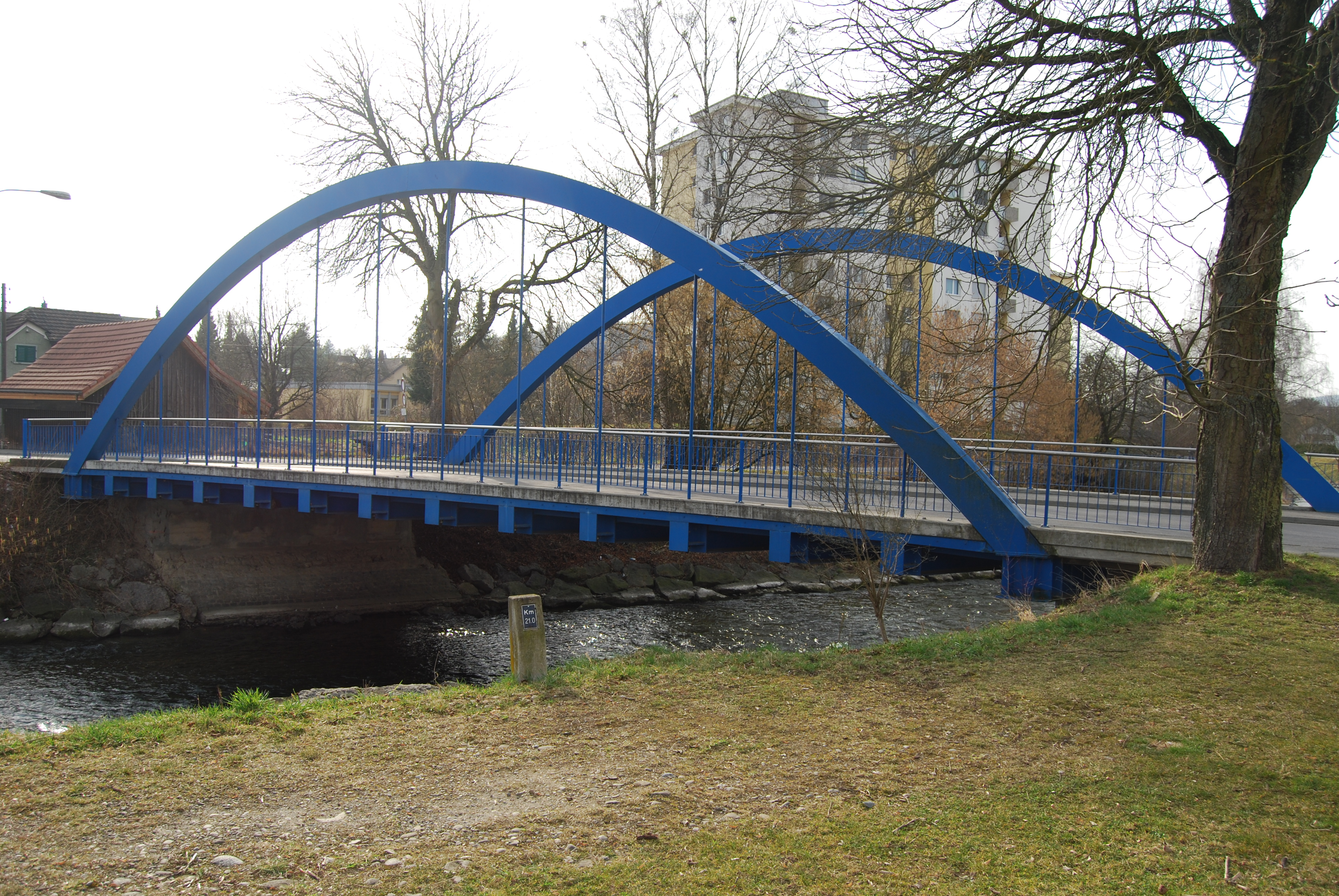
Brücke über die Glatt
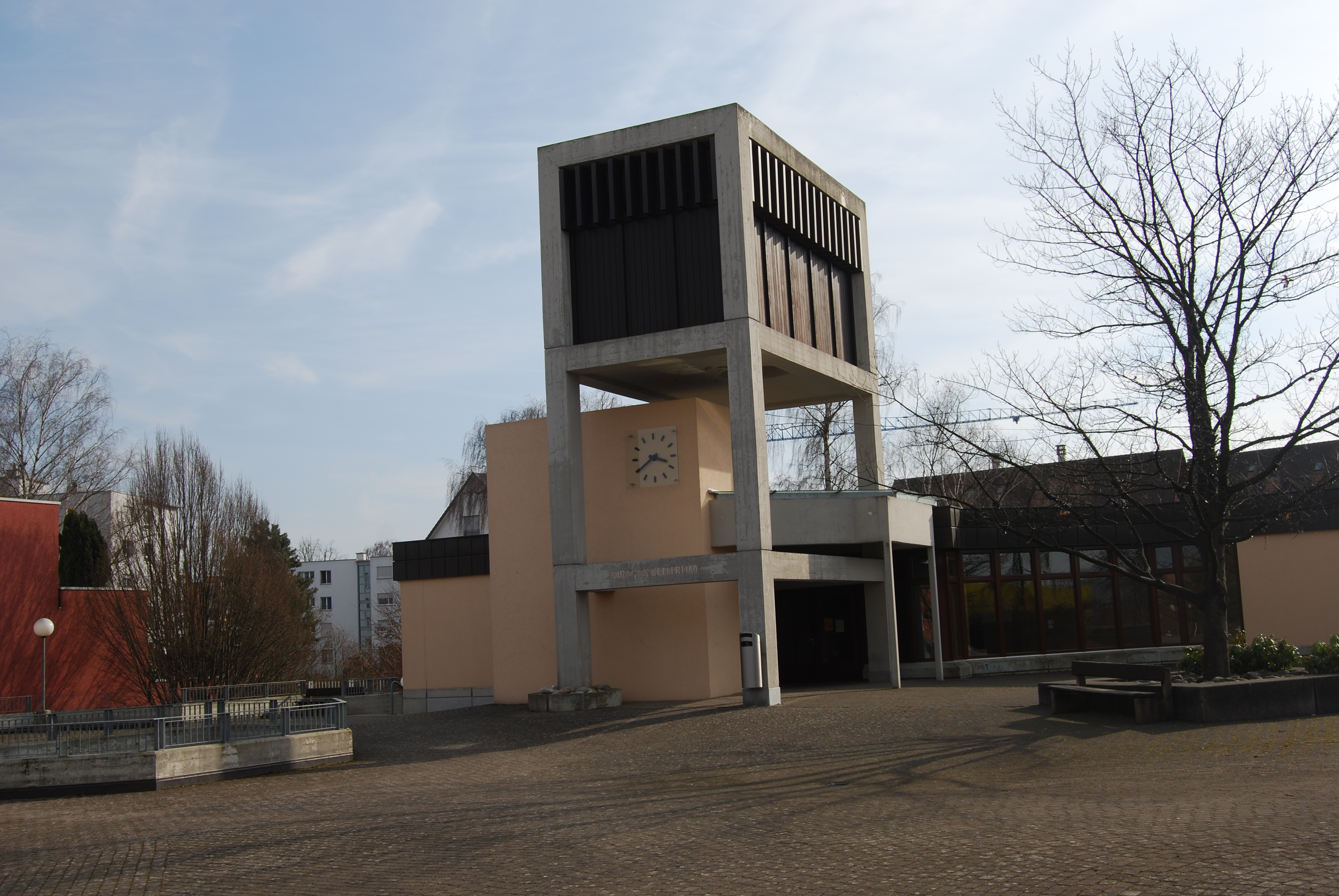
Kirche von Niederglatt
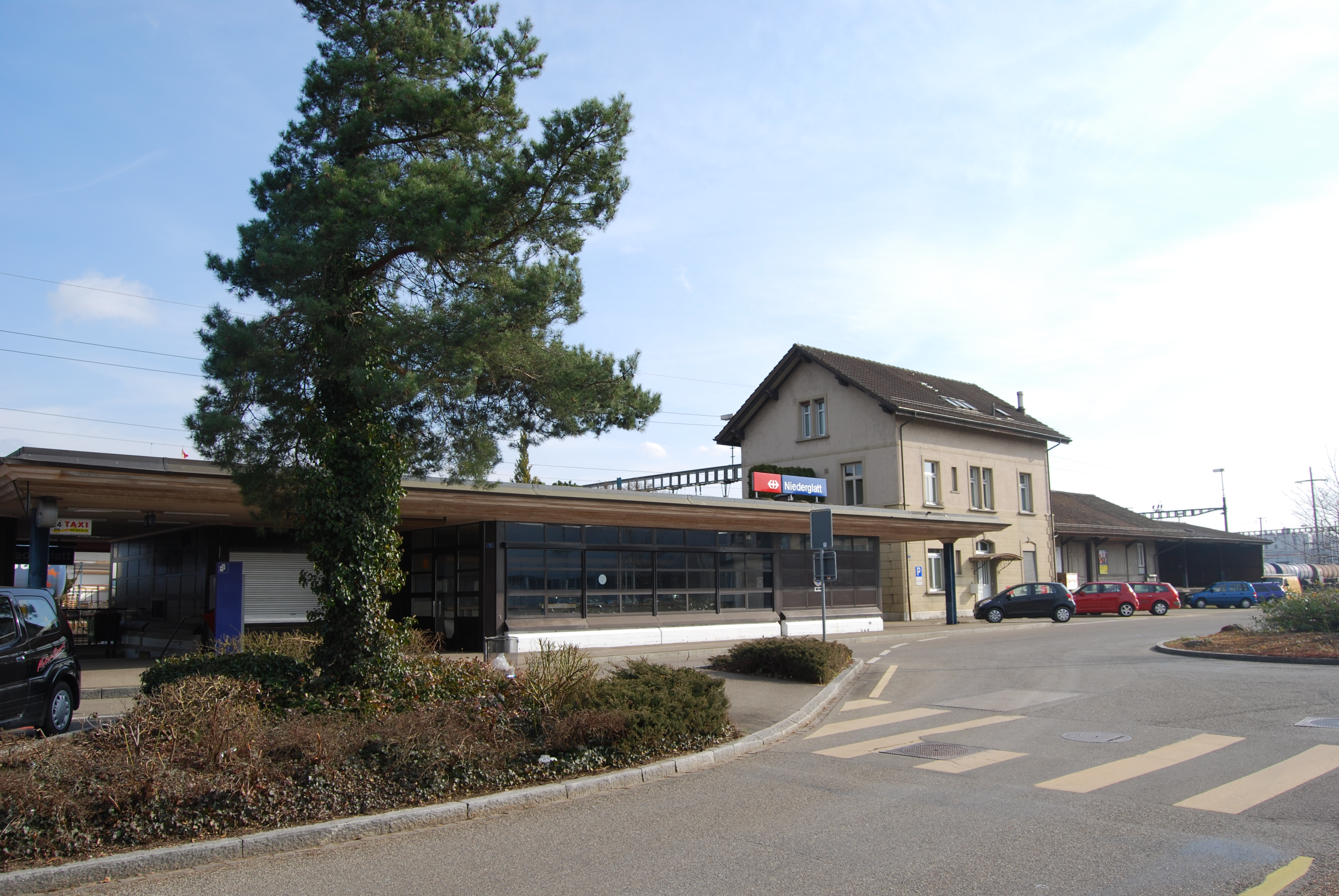
Bahnhof Niederglatt
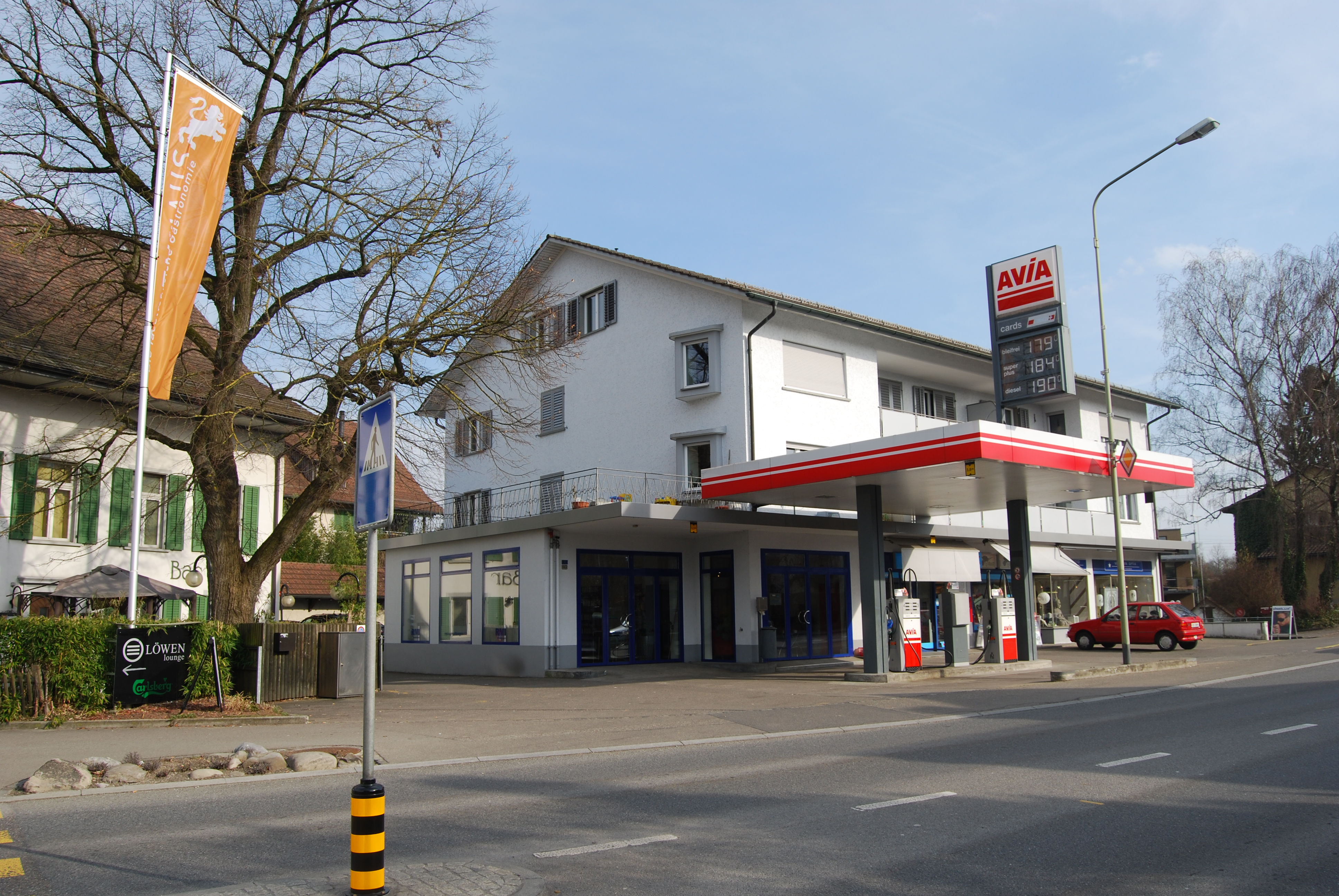
Avia-Tankstelle
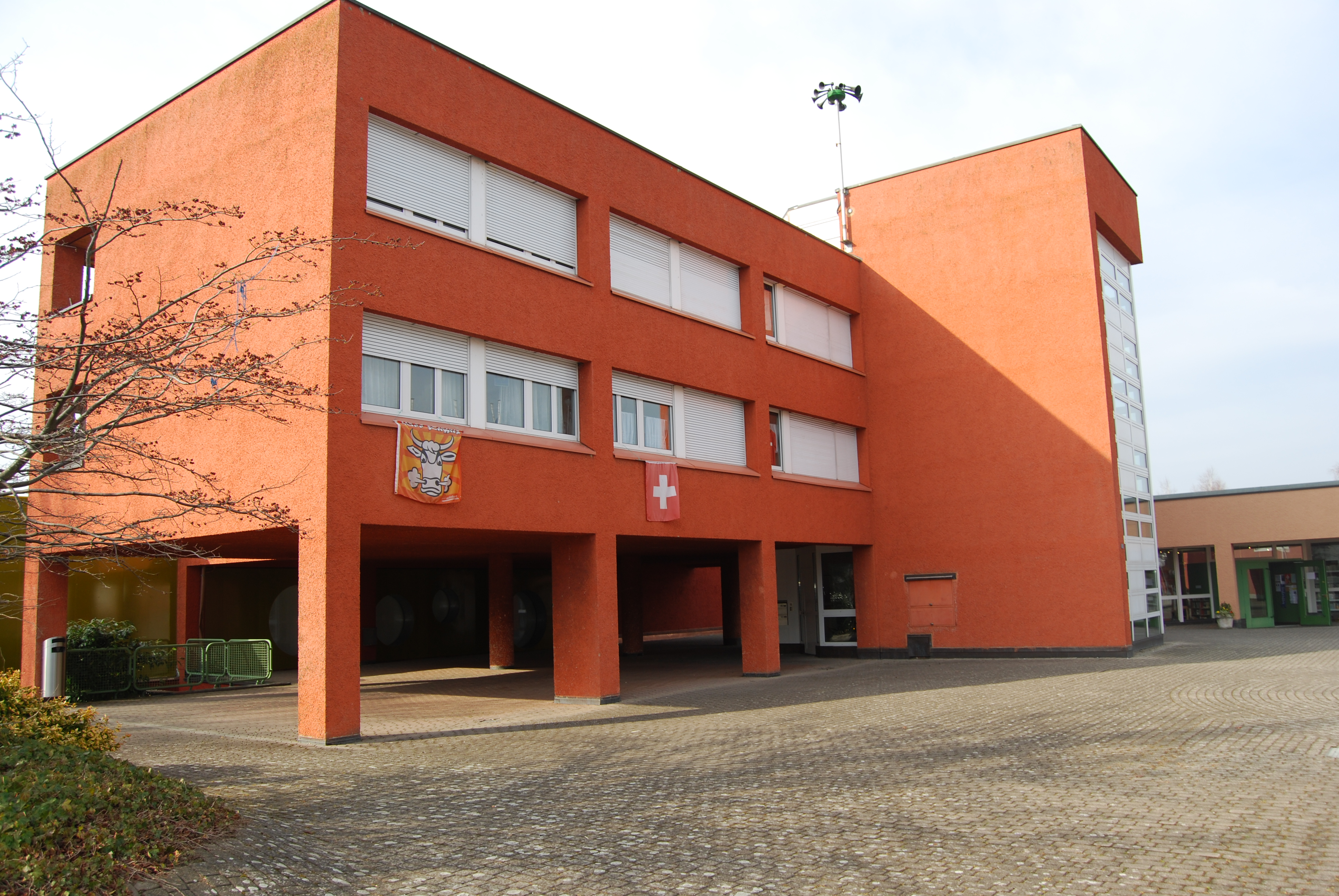
Schule
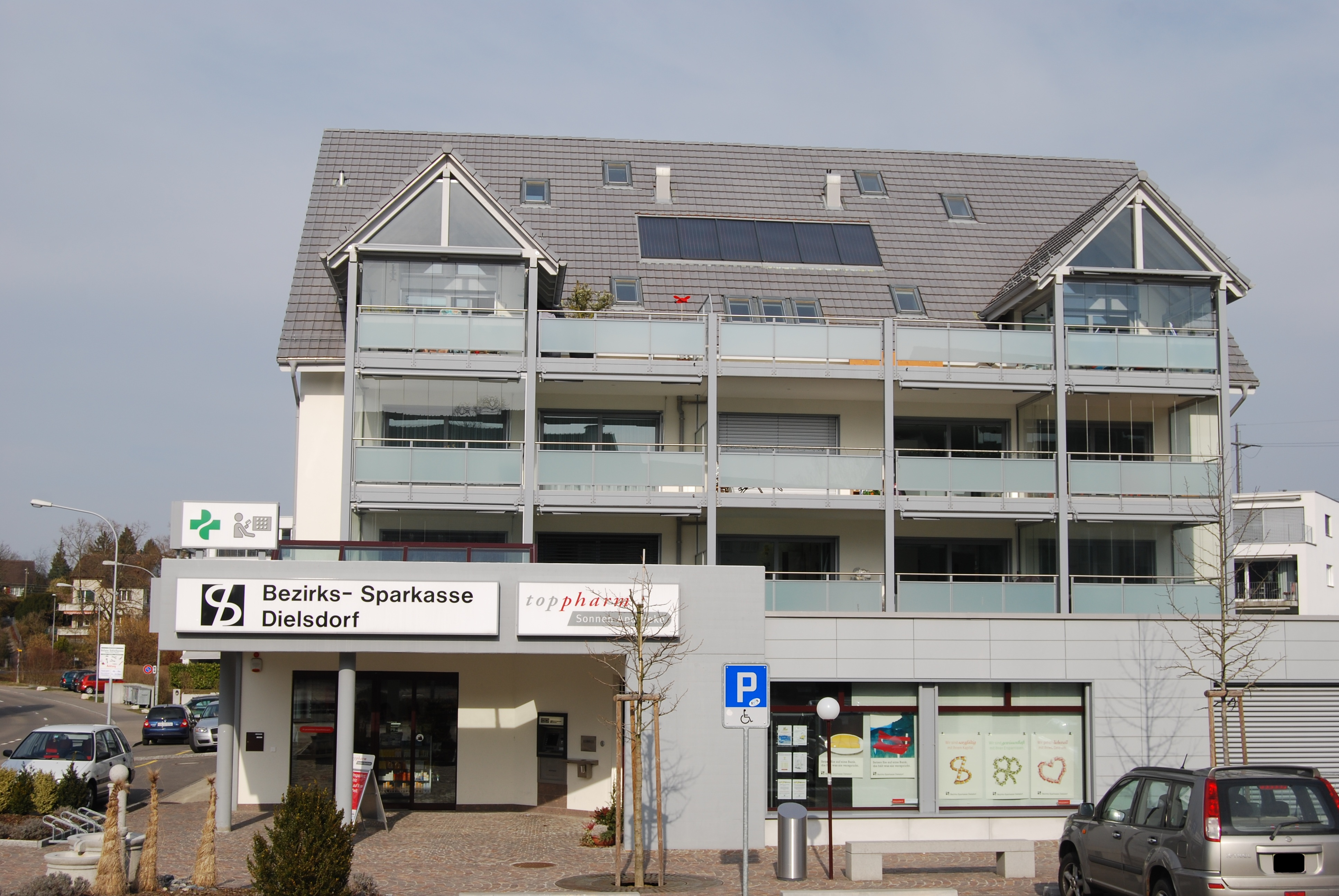
Bezirkssparkasse Dielsdorf in Niederglatt
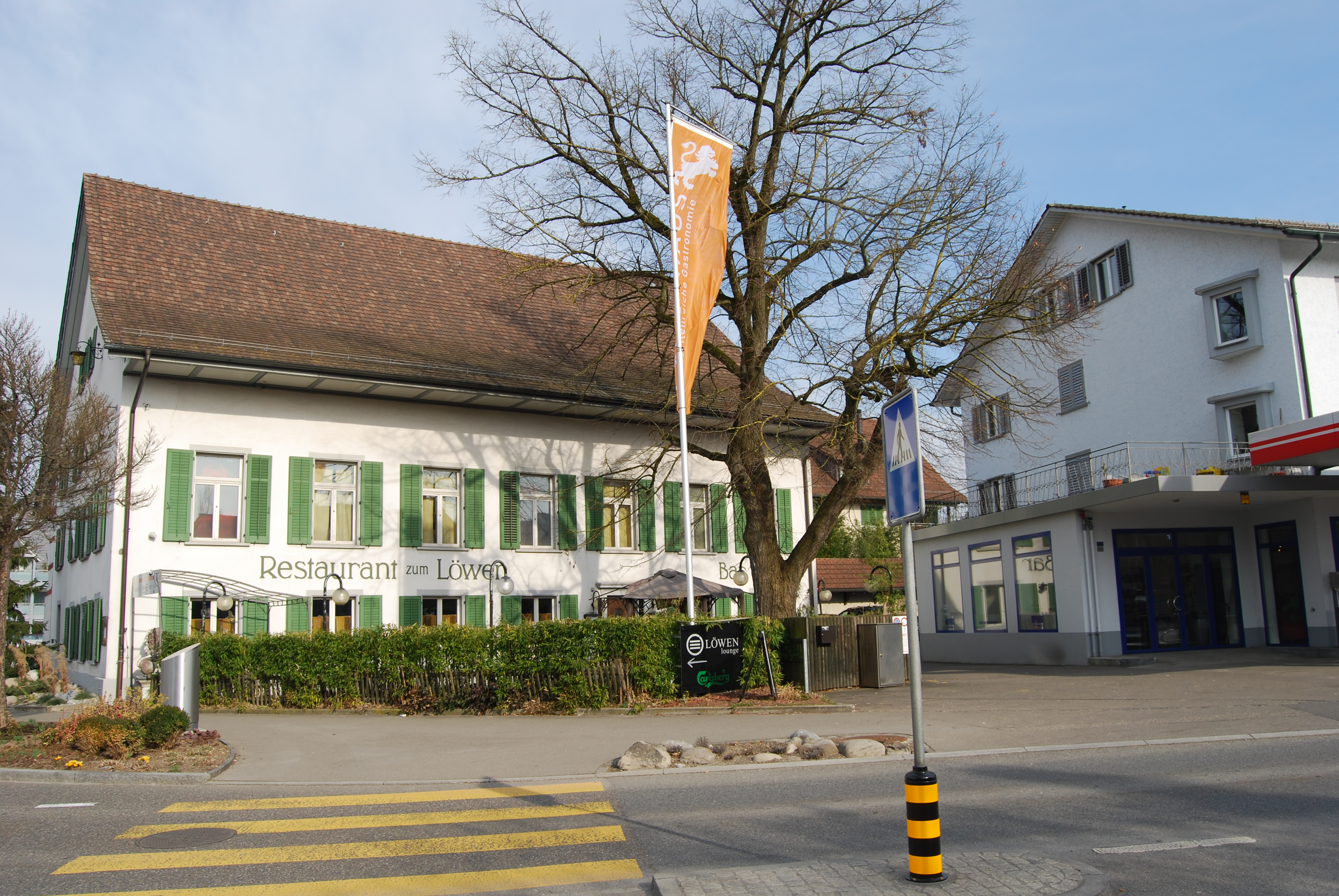
Restaurant «Löwen»
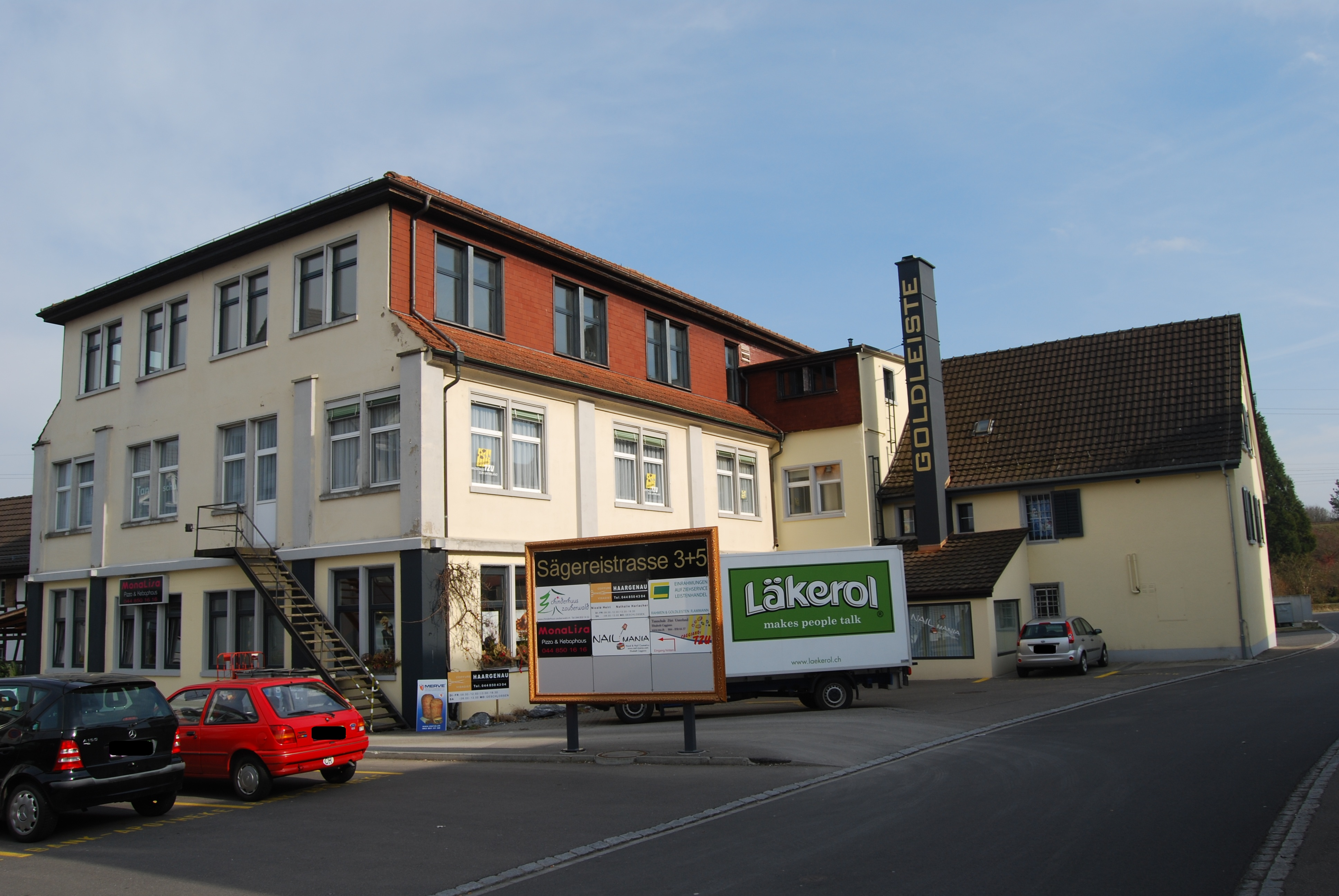
Geschäftshaus Sägereistrasse 3+5

## Persönlichkeiten
- Johann Georg Volkart (1825–1861), Kaufmann und Unternehmer
- David Ringger (1860–1930), Jurist und Politiker (DP/Bauernpartei)
- Hannes Keller (1934–2022), Tauch- und Computerpionier sowie Unternehmer, wohnte in Niederglatt